# Psychotria yarumalensis
Psychotria yarumalensis là một loài thực vật có hoa trong họ Thiến thảo. Loài này được Standl. ex Steyerm. miêu tả khoa học đầu tiên năm 1964.